# Кешаре-Софла
Кешаре-Софла (перс. كشارسفلي‎) — село на севере Ирана, в остане Тегеран. Входит в состав шахрестана Тегеран. Является частью дехестана (сельского округа) Сулькан бахша Кан.

## География
Село находится в северо-западной части остана, в пределах горной системы Эльбурс, в долине реки Рудханейе-Кешар, на расстоянии приблизительно 4 километров (по прямой) к северу от Тегерана. Абсолютная высота — 1622 метра над уровнем моря.

## Население
По данным переписи 2006 года население села составляло 183 человека (89 мужчин и 94 женщины). В Кешаре-Софла насчитывалось 41 домохозяйство. Уровень грамотности населения составлял 75,4 %. Уровень грамотности среди мужчин составлял 79,8 %, среди женщин — 71,3 %.
В 2016 году в селе имелось 40 домохозяйств и проживало 136 человек (63 мужчины и 73 женщины).